# سیارک ۱۷۴۴۵
سیارک ۱۷۴۴۵ (به انگلیسی: 17445 Avatcha، نامگذاری:1989YC5) هفده هزار و چهارصد و چهل و پنجمین سیارک کشف شده‌است که در ۲۸ دسامبر ۱۹۸۹ کشف شد.
قدر مطلق سیارک برابر ۴۰.۷ است.